# IC 2858
IC 2858 је галаксија у сазвјежђу Лав која се налази на листи објеката дубоког неба у Индекс каталогу.
Деклинација објекта је + 13° 39' 41" а ректасцензија 11h 28m 36,0s. Привидна величина (магнитуда) објекта IC 2858 износи 14,5 а фотографска магнитуда 15,5.